# Kenneth Weltz
Kenneth Weltz, född den 21 september 1965 i Köpenhamn, är en dansk före detta professsionell landsvägscyklist. Hans främsta merit är segern i Clasica de Almeria 1992. Han är bror till Johnny Weltz.

## Meriter
1990
Vinnare av etapp 9 i Vuelta a Andalucia
Vinnare av etapp 2b i Vuelta Asturias
1992
Vinnare av etapp 3 i Vuelta Ciclista a La Rioja
Vinnare av Clasica de Almeria